# Acasis himalayica
Acasis himalayica är en fjärilsart som beskrevs av Louis Beethoven Prout 1958. Acasis himalayica ingår i släktet Acasis och familjen mätare. Inga underarter finns listade i Catalogue of Life.